# Oberkampf (stacja metra)
Oberkampf – stacja 5. i 9. linii metra  w Paryżu. Znajduje się w 11. dzielnicy Paryża.  Na linii 5 stacja została otwarta 15 stycznia 1907, a na linii 9 – 10 grudnia 1933.
Nazwa stacji upamiętnia Christophe-Philippe'a Oberkampfa, przemysłowca pochodzenia niemieckiego, założyciela manufaktury produkującej tkaniny drukowane w Jouy-en-Josas.